# Bafodé Dansoko
Bafodé Dansoko (Saint-Étienne, 28 dicembre 1995) è un calciatore guineano con cittadinanza francese, attaccante svincolato.

## Carriera

### Club
Ha giocato tra la quarta e la quinta divisione francese e tra la seconda e la quarta divisione belga.

### Nazionale
Il 25 marzo 2022 ha esordito con la nazionale guineana, disputando l'amichevole pareggiata per 0-0 contro il Sudafrica.

## Statistiche

### Presenze e reti nei club
Statistiche aggiornate al 10 settembre 2022.
| Stagione                  | Squadra                   | Campionato                | Campionato | Campionato | Coppe nazionali | Coppe nazionali | Coppe nazionali | Coppe continentali | Coppe continentali | Coppe continentali | Altre coppe | Altre coppe | Altre coppe | Totale | Totale |
| Stagione                  | Squadra                   | Comp                      | Pres       | Reti       | Comp            | Pres            | Reti            | Comp               | Pres               | Reti               | Comp        | Pres        | Reti        | Pres   | Reti   |
| ------------------------- | ------------------------- | ------------------------- | ---------- | ---------- | --------------- | --------------- | --------------- | ------------------ | ------------------ | ------------------ | ----------- | ----------- | ----------- | ------ | ------ |
| 2015-2016                 | Nantes 2                  | CFA                       | 4          | 0          |                 | -               | -               |                    | -                  | -                  |             | -           | -           | 4      | 0      |
| 2016-2017                 | Wasquehal                 | CFA                       | 19         | 1          | CF              | 1               | 0               |                    | -                  | -                  |             | -           | -           | 20     | 1      |
| 2017-gen. 2018            | Wasquehal                 | N3                        | 7          | 0          |                 | -               | -               |                    | -                  | -                  |             | -           | -           | 7      | 0      |
| Totale Wasquehal          | Totale Wasquehal          | Totale Wasquehal          | 26         | 1          |                 | 1               | 0               |                    | -                  | -                  |             | -           | -           | 27     | 1      |
| gen.-giu. 2018            | Vaulx-en-Velin            | N3                        | 12         | 5          |                 | -               | -               |                    | -                  | -                  |             | -           | -           | 12     | 5      |
| 2018-2019                 | La Louvière Centre        | D4                        | 26         | 10         | CB              | 0               | 0               |                    | -                  | -                  |             | -           | -           | 26     | 10     |
| 2019-2020                 | La Louvière Centre        | D3                        | 22         | 8          | CB              | 1               | 1               |                    | -                  | -                  |             | -           | -           | 23     | 9      |
| Totale La Louvière Centre | Totale La Louvière Centre | Totale La Louvière Centre | 48         | 18         |                 | 1               | 1               |                    | -                  | -                  |             | -           | -           | 49     | 19     |
| 2020-2021                 | Deinze                    | D2                        | 22         | 2          | CB              | 1               | 0               |                    | -                  | -                  |             | -           | -           | 23     | 2      |
| 2021-2022                 | Deinze                    | D2                        | 24         | 8          | CB              | 2               | 0               |                    | -                  | -                  |             | -           | -           | 26     | 8      |
| 2022-2023                 | Deinze                    | D2                        | 4          | 1          | CB              | 0               | 0               |                    | -                  | -                  |             | -           | -           | 4      | 1      |
| Totale carriera           | Totale carriera           | Totale carriera           | 140        | 35         |                 | 5               | 1               |                    | -                  | -                  |             | -           | -           | 145    | 36     |

### Cronologia presenze e reti in nazionale
| Cronologia completa delle presenze e delle reti in nazionale ― Guinea | Cronologia completa delle presenze e delle reti in nazionale ― Guinea | Cronologia completa delle presenze e delle reti in nazionale ― Guinea | Cronologia completa delle presenze e delle reti in nazionale ― Guinea | Cronologia completa delle presenze e delle reti in nazionale ― Guinea | Cronologia completa delle presenze e delle reti in nazionale ― Guinea | Cronologia completa delle presenze e delle reti in nazionale ― Guinea | Cronologia completa delle presenze e delle reti in nazionale ― Guinea |
| Data                                                                  | Città                                                                 | In casa                                                               | Risultato                                                             | Ospiti                                                                | Competizione                                                          | Reti                                                                  | Note                                                                  |
| --------------------------------------------------------------------- | --------------------------------------------------------------------- | --------------------------------------------------------------------- | --------------------------------------------------------------------- | --------------------------------------------------------------------- | --------------------------------------------------------------------- | --------------------------------------------------------------------- | --------------------------------------------------------------------- |
| 25-3-2022                                                             | Courtrai                                                              | Sudafrica                                                             | 0 – 0                                                                 | Guinea                                                                | Amichevole                                                            | -                                                                     | 74’                                                                   |
| 5-6-2022                                                              | Il Cairo                                                              | Egitto                                                                | 1 – 0                                                                 | Guinea                                                                | Qual. Coppa d'Africa 2023                                             | -                                                                     | 90+2’                                                                 |
| 9-6-2022                                                              | Conakry                                                               | Guinea                                                                | 1 – 0                                                                 | Malawi                                                                | Qual. Coppa d'Africa 2023                                             | -                                                                     | 59’ 87’                                                               |
| Totale                                                                |                                                                       | Presenze                                                              | 3                                                                     |                                                                       | Reti                                                                  | 0                                                                     |                                                                       |